# Seemann (deine Heimat ist das Meer)
Seemann (deine Heimat ist das Meer) is een Duitstalig liedje van Werner Scharfenberger en Fini Busch. Het werd op het eind van 1959 voor het eerst op de plaat gezet door de Oostenrijkse zangeres Lolita. Daarna is het door vele artiesten gecoverd en ook in andere talen vertaald, waaronder Engels.

## Het thema
De Duitstalige versie van het liedje legt de nadruk op de Wanderlust van de zeeman, die rusteloos over de zee zwerft:
Deine Heimat ist das Meer
Deine Freunde sind die Sterne
Über Rio und Shanghai
Über Bali und Hawaii
In de Engelstalige versie, Sailor, zoals die onder anderen gezongen is door Petula Clark, vraagt de geliefde van de zeeman hem juist te stoppen met zwerven en thuis te komen. Ook de aardrijkskundige namen verschillen:
As you sail across the sea
All my love is there beside you
In Capri or Amsterdam
Honolulu or Siam

## Versie van Lolita
Seemann (deine Heimat ist das Meer) van Lolita was oorspronkelijk gepland als B-kant van de single La Luna. De A-kant was al opgenomen en de muziekproducent Gerhard Mendelson zocht met spoed een geschikte B-kant. De componist Werner Scharfenberger en de tekstschrijfster Fini Busch gingen de uitdaging aan en leverden Seemann (deine Heimat ist das Meer).
Op 15 december 1959 nam Lolita het nummer op in de Austrophon-Studio in Wenen. In februari 1960 bracht Polydor de plaat op de markt. Al spoedig bleek dat de radiostations de achterkant beter vonden dan de voorkant en die veel vaker draaiden. Dus ging het publiek vragen om de B-kant. Seemann bereikte de tweede plaats in de Duitse hitparade. Het nummer werd van de eerste plaats afgehouden door Wir wollen niemals auseinandergehn van Heidi Brühl. La Luna kwam niet verder dan de 30e plaats. Ook in Nederland (plaats 7) en Vlaanderen (plaats 12) was Seemann een succes. Het grootste succes boekte het nummer in Noorwegen, waar het een nummer 1-hit was. In Oostenrijk, Lolita’s vaderland, werd in die tijd nog geen hitparade bijgehouden.
In 1962 kreeg Lolita, als eerste Oostenrijkse zangeres, een Duitse gouden plaat, omdat van Seemann meer dan een miljoen exemplaren waren verkocht.
Lolita zong het lied in de film Schick deine Frau nicht nach Italien van Hans Grimm uit 1960.

## Duitstalige covers
Er zijn meer dan twintig covers van het Duitstalige nummer gemaakt. Daaronder zijn:
- Manuela op haar lp Manuela! uit 1963.[6]
- Freddy Quinn op de lp Freddy auf hoher See, Folge 2 uit 1969.[7]
- Wind op het album Kein Weg zu weit uit 2002.[8]
- Klaus & Klaus in twee versies op de cd-maxisingle Seemann (deine Heimat ist das Meer) uit 2006.[9]
- Nena onder de titel Seemann, lass das Träumen op een dubbel-cd Captain's Club – Bis ans Ende der Welt met nummers van verschillende artiesten uit 2008.[10]
- Andrea Berg op de ‘Tour edition’ van haar album Schwerelos uit 2011.[11]

## Engelstalige covers
Amerikaanse soldaten die gelegerd waren in de Duitse Bondsrepubliek maakten het Amerikaanse publiek attent op het bestaan van Seemann. Kapp Records durfde het aan een versie van het nummer uit te brengen (Kapp 349). De titel was verengelst tot Sailor (Your home is the sea), maar het liedje was nog steeds in het Duits. In het middendeel was als voice-over een gedeeltelijke Engelse vertaling toegevoegd, geschreven door Norman Newell onder het pseudoniem David West en gesproken door Maureen René. In deze vorm haalde het liedje in oktober 1960 de vijfde plaats in de Billboard Hot 100, als eerste Duitstalige nummer.
Newell zorgde ook voor een completere vertaling (of liever bewerking) van het liedje, dat op de plaat is gezet als Sailor (Your home is the sea), Sailor, stop your roaming of kortweg Sailor. Op het eind van 1960 werd dit nummer ongeveer tegelijkertijd opgenomen door Anne Shelton, Petula Clark, The Andrews Sisters en Eileen Rodgers. Ze kwamen alle vier in januari 1961 uit in het Verenigd Koninkrijk. De versies van Anne Shelton en Petula Clark werden hits, de versie van The Andrews Sisters deed niets en de versie van Eileen Rodgers werd om onbekende redenen kort na het uitkomen teruggetrokken. Een Franse ep met dit nummer van juni 1961 mocht wel blijven.
Bobby Helms nam het nummer met een iets aangepaste tekst op voor zijn album I'm the man van 1966.

## Versie van Anne Shelton
De versie van Anne Shelton werd in december 1960 opgenomen onder begeleiding van een orkest met Wally Stott als dirigent. Als gitarist deed Big Jim Sullivan mee, die ook meespeelde op de versie van Petula Clark. Het nummer kwam op single uit in januari 1961 en haalde de tiende plaats in de UK Singles Chart, de Britse hitparade. Het was haar laatste hit en werd overschaduwd door de versie van Petula Clark.

## Versie van Petula Clark
De versie van Petula Clark werd in december 1960 opgenomen in de studio van Pye in Londen met een orkest onder Peter Knight. Het nummer kwam op single uit in januari 1961 en haalde de eerste plaats in de UK Singles Chart. Het was een van de twee nummer 1-hits van Petula Clark. De andere was This is my song uit 1967. In Nederland haalde de plaat de 16e plaats en in Wallonië de 37e plaats.

## In andere talen
- Caterina Valente zong het nummer in 1960 als Zeeman in het Nederlands. Het haalde de tiende plaats in de Vlaamse Ultratop 50.[21] Annie Palmen bracht het nummer in 1961 uit onder de Engelse titel Sailor.[22] Ciska Peters nam het in 1981 op onder de titel Zeeman, je verlangen is de zee. Het nummer bereikte de 19e plaats in de Nederlandse Top 40.[23] Janneke de Roo bracht het nummer in 2009 uit. Het kwam tot 94 in de hitparade.[24]
- Petula Clark zong in 1961 ook een Franse vertaling door Jean Broussolle, een lid van Les Compagnons de la chanson, onder de titel Marin. Het nummer haalde de tweede plaats in de Franse hitparade[25] en een elfde plaats in de Waalse Ultratop 50.[26] Les Compagnons de la chanson namen het nummer zelf ook op, op de lp Roméo van 1961.[27]
- Een Deense versie, Sømand, mon du drømmer?, kwam in 1960 uit als single van Katy Bødtger.[28]
- Jan Høiland bracht een Noorse versie uit onder de naam Sjømann. Het nummer haalde de tweede plaats in de Noorse hitparade, op een moment dat Lolita's Seemann (deine Heimat ist das Meer) op 1 stond.[29]
- Laila Kinnunen nam het nummer in 1961 op in het Fins als Merimies, kotimaasi on meri. Het verscheen voor het eerst op een ep getiteld Novgorodin Ruusu met nummers van verschillende artiesten.[30] Lea Laven zong het in 1988 voor haar album Kortit kertoo kohtalomme.[31]
- Gé Korsten zong het nummer in 1968 in het Afrikaans als Seeman. Het staat op een lp die ook Seeman heet.[32]

## Instrumentaal
- James Last nam het nummer op als potpourri met Afscheed en Santa Lucia met orkest en een zoemkoor op de lp Käpt'n James bittet zum Tanz Folge 2 van 1970.[33]
- Michael Hirte speelde het nummer op mondharmonica op de cd-box Best of – Die schönsten Melodien uit 2014.[34]